# Vannevar Bush
Vannevar Bush (11. marts 1890 – 30. juni 1974) var videnskabelig rådgiver for præsident Roosevelt.
Han ses normalt som ophavsmand til ideerne om hypertekst, endeligt udtrykt i artiklen "As We May Think" i Atlantic Monthly i juli 1945. Det system han foreslog – Memex (Memory Extender) – blev aldrig virkeliggjort, men dannede grundlaget for senere forskning. Men allerede i begyndelsen af 30-erne havde Bush skitseret de første ideer til Memex.
Vannevar Bush blev uddannet ved Taft University.
Bush blev medlem af National Advisory Committee for Aeronautics (NACA) i 1939, i 1940 blev han formand for National Defense Research Committee og i 1941 direktør for Office of Scientific Research and Development der bl.a. ledede Manhattan-projektet, der udviklede USA's atomvåben.